# Дисторсия
Дисто́рсия (от лат. distorsio, distortio — искривление) — аберрация оптических систем, при которой коэффициент линейного увеличения изменяется по мере удаления отображаемых предметов от оптической оси. При этом нарушается геометрическое подобие между объектом и его изображением. Дисторсия неприемлема в оптике, предназначенной для фотограмметрической аэрофотосъёмки и изготовления фотошаблонов. Объектив с исправленной дисторсией называется ортоскопическим, поскольку удовлетворяет требованиям ортоскопичности. 
Дисторсия исправляется на этапе разработки оптической системы подбором линз и других элементов и/или путём обработки изображения на компьютере (например, в цифровой фотографии и кинематографе).

## Разновидности дисторсии
В результате дисторсии прямые линии снимаемых объектов, не пересекающие оптическую ось, отображаются в виде изогнутых дуг. Углы изображения квадрата, центр которого совпадает с оптической осью, могут выступать наружу или наоборот, «втягиваться» внутрь, из-за чего квадрат становится похожим на подушку или на бочку. «Подушкообразная» дисторсия считается положительной, поскольку увеличивает расстояние от оптического центра по мере удаления от него. «Бочкообразная» дисторсия считается отрицательной, так как сжимает расстояние от оптического центра.
 Дисторсия может быть как линейной, так и относительной {\displaystyle \nu }:
{\displaystyle \nu =\left[(b-b_{0})/b\right]\cdot 100\%,}
где:
- {\displaystyle b_{0}} — коэффициент линейного увеличения идеальной системы (системы без дисторсии), безразмерная величина;
- {\displaystyle b} — действительный коэффициент увеличения, безразмерная величина.

Величина {\displaystyle \nu } измеряется в процентах.
Коэффициент увеличения {\displaystyle b} на оптической оси равен {\displaystyle b_{0}}. Отклонение от {\displaystyle b_{0}}, обычно, достигает максимума по краю поля зрения. Поэтому для характеристики дисторсии оптической системы обычно за величину {\displaystyle b} принимают коэффициент увеличения по краю.

## Дисторсия фотографических объективов
В наименьшей степени дисторсия проявляется у симметричных объективов за счёт расположения диафрагмы между линзами. Под симметрией объектива подразумевается симметрия формы и расположения линз относительно плоскости апертурной диафрагмы, перпендикулярной оптической оси.
У анастигматов (объективов с исправленным астигматизмом), не обладающих симметрией, исправление дисторсии также возможно благодаря тому, что паразитное отклонение лучей почти не приводит к снижению разрешающей способности и намного менее заметно, чем сопоставимое отклонение лучей при других аберрациях.
В некоторых случаях к исправлению дисторсии предъявляются повышенные требования. Так, в объективах для аэрофотосъёмки относительная дисторсия не должна превышать ≈0,01 %.
Иногда, величина дисторсии не имеет значения. Объективы типа «рыбий глаз» с неисправленной дисторсией называются дисторзирующими и применяются, например, для метеорологических наблюдений. В этом случае привносимыми дисторсией искажениями пренебрегают, поскольку объектив имеет очень большое поле зрения в виде полусферы, охватывающей весь небосвод. Более того, при широких угловых полях из-за косой проекции по краю поля искажения неизбежны даже у ортоскопических сверхширокоугольных объективов с практически полностью исправленной дисторсией.
Дисторсия объективов типа «рыбий глаз» используется в планетариях и в сферорамных кинематографических системах, например IMAX DOME/OMNIMAX. При проекции изображения на полусферический экран дисторсия этого типа в значительной мере компенсируется. Снятое «рыбьим глазом» по системе IMAX DOME изображение проецируется такой же оптикой на купол, расположенный с небольшим наклоном над зрительным залом. В результате на экране получается неискажённое изображение с большим углом обзора.
В художественной фотографии дисторсия рыбьего глаза используется как выразительное средство, подчёркивающее масштабность снимаемой сцены или создающее необычную искривлённую форму протяжённых объектов. В некоторых случаях таким образом подчёркивается происхождение изображения, созданного современной оптикой.

## Теория
Рассмотрим некую оптическую систему. Пусть ось абсцисс (x) совпадает с оптической осью системы. Плоскости α и β перпендикулярны оптической оси. Плоскость α лежит до оптической системы, а плоскость β — после. На плоскости β формируется изображение. Луч света, направленный параллельно оптической оси, при пересечении с плоскостью α образует точку A, проходит через оптическую систему (при этом изменяет направление) и при пересечении с плоскостью β образует точку B. Положение точки A зададим вектором {\displaystyle {\vec {r}}}:
{\displaystyle {\vec {r}}=(y,z),}
а точки B — аналогичным вектором {\displaystyle {\vec {R}}}. Векторы {\displaystyle {\vec {r}}} и {\displaystyle {\vec {R}}} лежат соответственно в плоскостях α и β, начинаются из точек пересечения своих плоскостей с оптической осью.
Для идеальной оптической системы координаты точки B (y;z) будут определяться через координаты точки A (y;z) по следующей формуле:
{\displaystyle {\vec {R}}=b_{0}\,{\vec {r}},}
где {\displaystyle b_{0}} — коэффициент линейного увеличения, безразмерная величина.
При наличии дисторсии третьего порядка (а для асимметричных оптических систем дисторсии бывают только нечётных порядков: 3‑го, 5‑го, 7‑го и т. п.) в формулу добавляют дополнительное слагаемое:
{\displaystyle {\vec {R}}=b_{0}\,{\vec {r}}+F_{3}\,r^{2}{\vec {r}},}
где:
- {\displaystyle r} — длина вектора {\displaystyle {\vec {r}}}, м;
- {\displaystyle F_{3}} — дисторсия третьего порядка (обычно, вносит наибольший вклад в искажение формы), м-2.

Если {\displaystyle F_{3}} имеет тот же знак, что и {\displaystyle b_{0}}, возникнет «подушка», в противном случае — «бочка».
Для дисторсии высших порядков ({\displaystyle F_{n}} при {\displaystyle n>3}) в формулу добавляют по одному слагаемому на каждую дисторсию нечётного порядка ({\displaystyle F_{3}}, {\displaystyle F_{5}}, {\displaystyle F_{7}} и т. п.):
{\displaystyle {\vec {R}}=b_{0}\,{\vec {r}}+F_{3}\,r^{2}{\vec {r}}+F_{5}\,r^{4}{\vec {r}}+F_{7}\,r^{6}{\vec {r}}+...}
При наличии дисторсий высших порядков искажения формы могут иметь более сложный вид, но на практике (например, в фотографии) этот случай встречается редко.
Величины {\displaystyle F_{n}} зависят:
- от расстояния между оптической системой и предметом, изображение которого требуется получить;
- от длин волн света.

Если требуется учитывать влияние других аберраций, то в выражение для {\displaystyle {\vec {R}}} добавляются другие слагаемые, зависящие не только от {\displaystyle {\vec {r}}}, но и от координат луча во входном зрачке.